# Liste der Monuments historiques in Joppécourt
Die Liste der Monuments historiques in Joppécourt führt die Monuments historiques in der französischen Gemeinde Joppécourt auf.

## Liste der Immobilien
| Bezeichnung | Beschreibung                                | Standort                | Kennzeichnung | Schutzstatus | Datum | Bild |
| ----------- | ------------------------------------------- | ----------------------- | ------------- | ------------ | ----- | ---- |
| Beinhaus    | im 16. Jahrhundert erbaut, 1865 restauriert | auf dem Kirchhof (Lage) | PA00106049    | Inscrit      | 1987  |      |

## Liste der Objekte
| Bezeichnung       | Beschreibung                                                                                      | Standort                       | Kennzeichnung | Schutzstatus | Datum | Bild |
| ----------------- | ------------------------------------------------------------------------------------------------- | ------------------------------ | ------------- | ------------ | ----- | ---- |
| Taufbecken        | Kalkstein, geweißt, bezeichnet 1692                                                               | in der Kirche St-Martin (Lage) | PM54001588    | Inscrit      | 1996  |      |
| Kruzifix          | Holz, farbig gefasst, 18. Jahrhundert                                                             | in der Kirche St-Martin (Lage) | PM54001589    | Inscrit      | 1996  |      |
| Zwei Seitenaltäre | jeweils Altartisch und Retabel; Eichenholz, farbig gefasst und vergoldet, 17. und 19. Jahrhundert | in der Kirche St-Martin (Lage) | PM54001587    | Inscrit      | 1996  |      |